# Varaždin
Varaždin este un oraș în cantonul Varaždin, Croația, având o populație de 46.946 de locuitori (2011).

## Demografie
Componența etnică a orașului Varaždin
     Croați (97,42%)
     Necunoscut (0,29%)
     Neclasificat (1,89%)
Componența confesională a orașului Varaždin
     Catolici (87,12%)
     Fără religie și atei (5,47%)
     Agnostici și sceptici (1,18%)
     Necunoscută (4,09%)
     Alte religii (2,13%)
Conform recensământului din 2011, orașul Varaždin avea 46.946 de locuitori. Din punct de vedere etnic, majoritatea locuitorilor (97,42%) erau croați. Apartenența etnică nu este cunoscută în cazul a 0,29% din locuitori. Din punct de vedere confesional, majoritatea locuitorilor (87,12%) erau catolici, existând și minorități de persoane fără religie și atei (5,47%) și agnostici și sceptici (1,18%). Pentru 4,09% din locuitori nu este cunoscută apartenența confesională.

## Personalități născute aici
- Ivana Dezić (n. 1994), handbalistă.